# Sankta Maria domkyrka, Hamburg

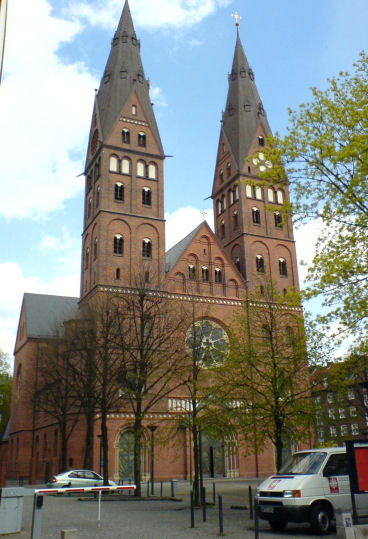
Sankta Maria domkyrka

Sankta Maria domkyrka (tyska: St. Marien-Dom) är domkyrka för den romersk-katolska kyrkan i Hamburgs katolska ärkestift. Domkyrkan finns vid gatan Danziger Strasse i stadsdelen St. Georg, Hamburg och stod klar år 1893. 

## Bilder

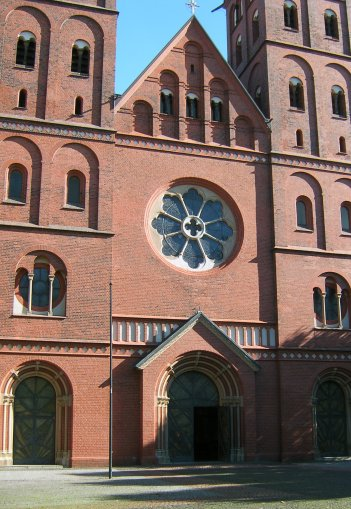
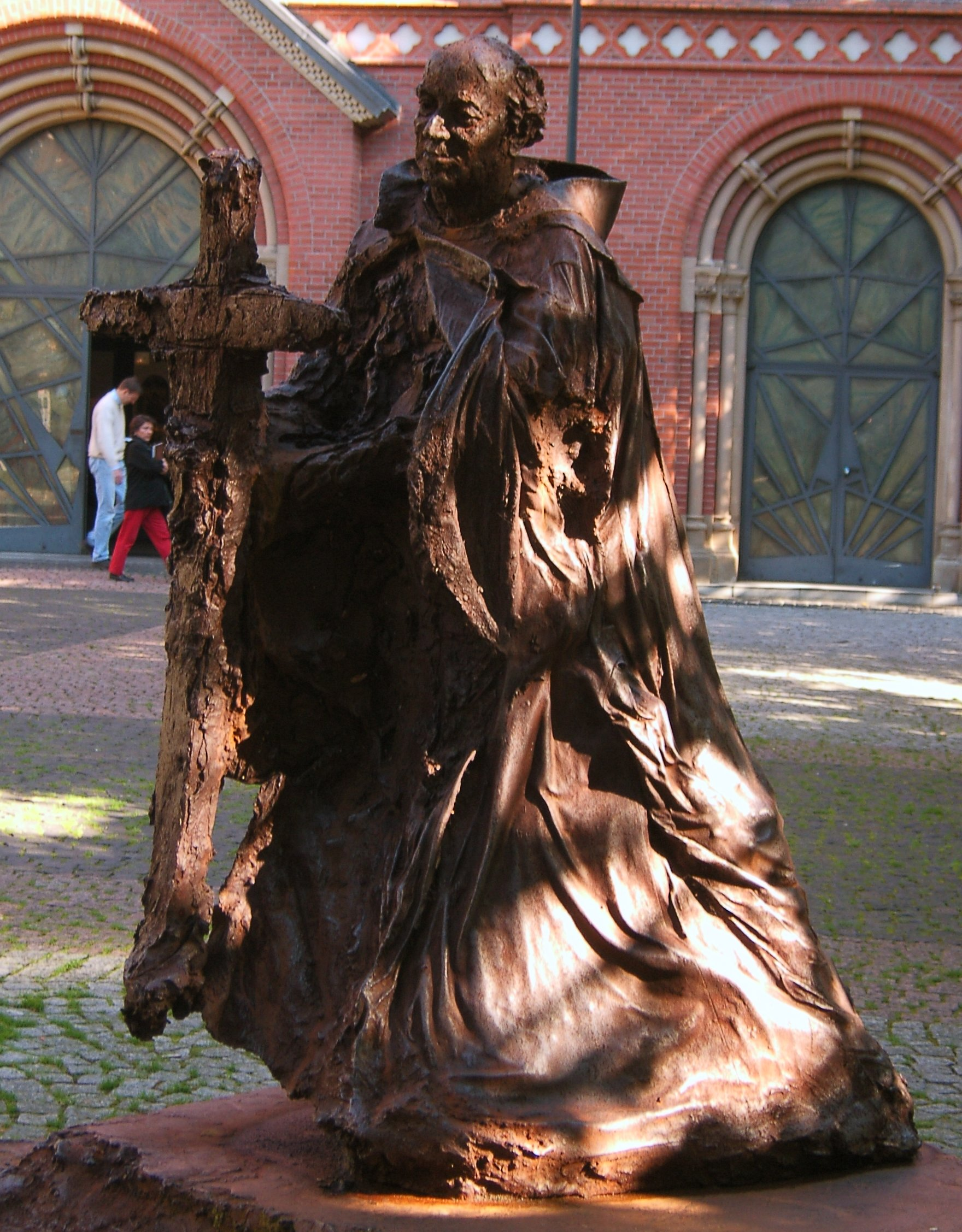
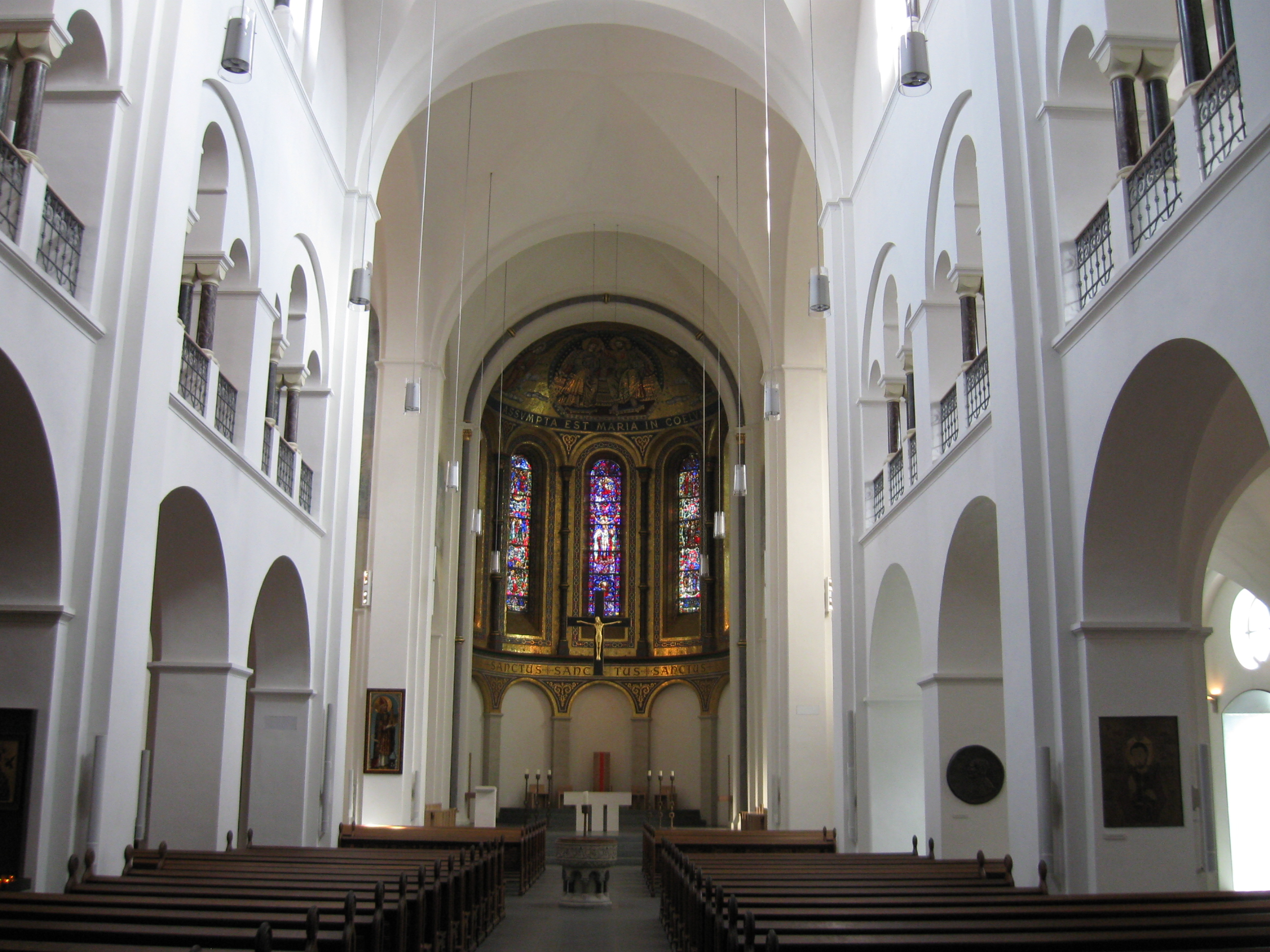
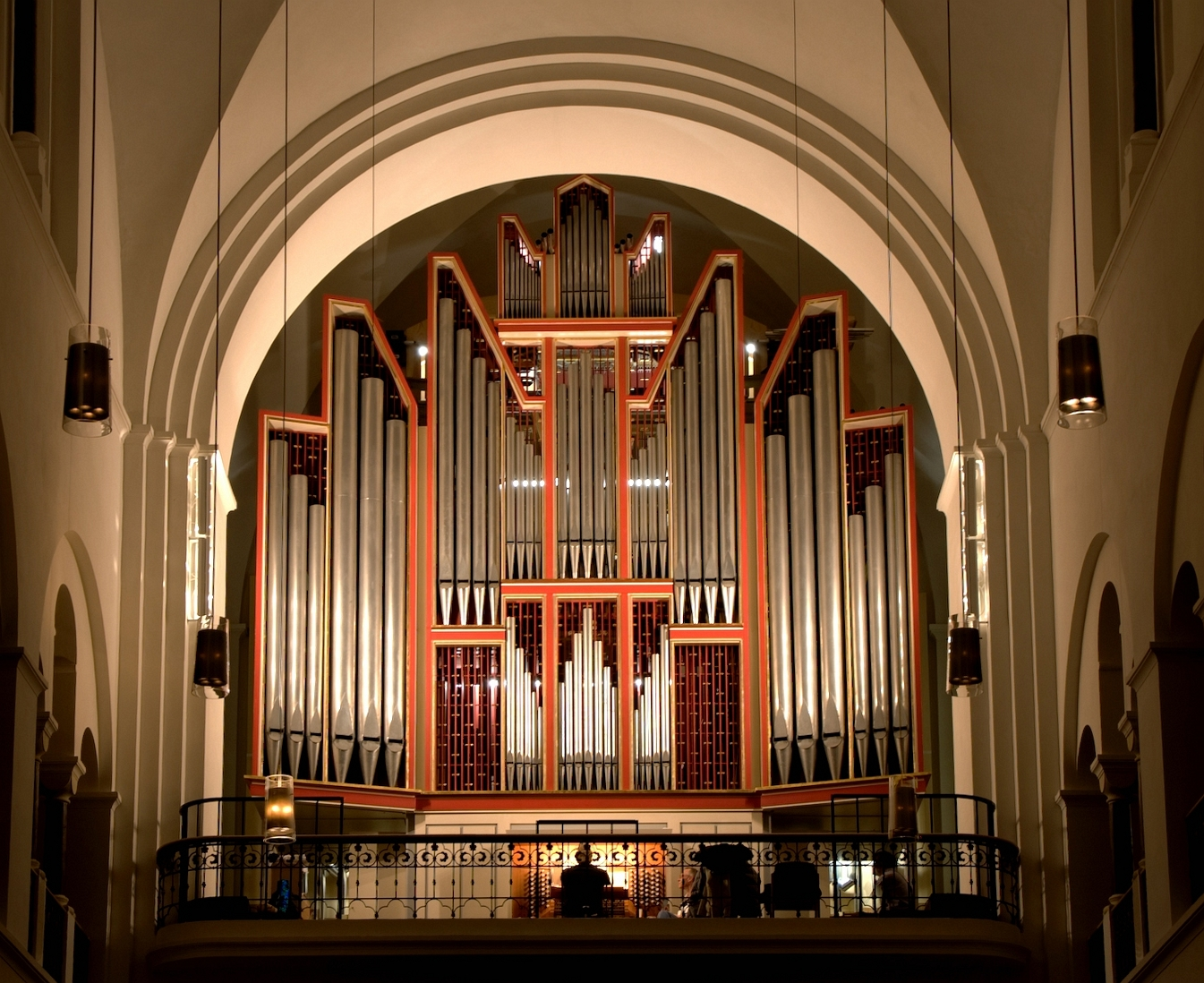

## Källa
- Kamps, Gerhard (2000) Domkirche St. Marien Hamburg. Regensburg: Schnell & Steiner. ISBN 978-3-7954-6301-4